# Командный чемпионат СССР по спидвею 1969

## Класс «А»
| М | Команда                     | Матч | Очки |
| - | --------------------------- | ---- | ---- |
| 1 | «Башкирия», г. Уфа          | 14   | 26   |
| 2 | «Восток», г. Владивосток    | 14   | 24   |
| 3 | «Корд», г. Балаково         | 14   | 14   |
| 4 | «Нева», г. Ленинград        | 14   | 12   |
| 5 | «Радуга», г. Ровно          | 14   | 12   |
| 6 | «Сибирь», г. Новосибирск    | 14   | 10   |
| 7 | «Локомотив», г. Даугавпилс  | 14   | 8    |
| 8 | «Автомобилист», г. Кадиевка | 14   | 6    |

## Класс  «Б»
| М  | Команда                     | Матч | Очки |
| -- | --------------------------- | ---- | ---- |
| 1  | «Центр», г. Москва          |      |      |
| 2  | «Кузбасс», г. Кемерово      |      |      |
| 3  | «Турбина», г. Балаково      |      |      |
| 4  | «Урожай», г. Мелеуз         |      |      |
| 5  | «Жигули», г. Тольятти       |      |      |
| 6  | «Шахтёр», г. Червоноград    |      |      |
| 7  | «Наири», г. Ереван          |      |      |
| 8  | «Салават», г. Салават       |      |      |
| 9  | «Дзинтарс», г. Даугавпилс   |      |      |
| 10 | «Металлург», г. Алмалык     |      |      |
| 11 | «Салют», г. Саратов         |      |      |
| 12 | «Строитель», г. Стерлитамак |      |      |
| 13 | «Тайфун», г. Элиста         |      |      |
| 14 | «Тбилиси», г. Тбилиси       |      |      |
| 15 | «Кама», г. Краснокамск      |      |      |

## Медалисты
| «Башкирия», г. Уфа       | Б.Самородов, Ф.Шайнуров, Ю.Чекранов, Г.Кадыров, Г.Куриленко, Р.Сафаров, А.Сухов, В.Якимов, Ш.Нигматулин, .Нутгалиев |
| «Восток», г. Владивосток | О.Галяутдинов, В.Заплешный, А.Павлов, В.Жатько, В.Зиганшин, А.Бекчев, В.Буртасов, А.Михайленко, С.Шевченко          |
| «Корд», г. Балаково      | Г.Пухов, В.Калмыков, А.Миронов,Б.Цеханович, В.Галченко, И.Сибирев, С.Новиков, М.Гусев, Ю.Мошков,Г.Новоселов         |